# Grubišno Polje
Grubišno Polje (tschechisch: Hrubečné Pole, deutsch Poglack) ist eine kroatische Stadt in der Gespanschaft Bjelovar-Bilogora.

## Bevölkerung
Bei der Volkszählung 2001 hatte die Stadt 7523 Einwohner mit folgender ethnischer Zusammensetzung:
- 4692 (62,37 %) Kroaten
- 1356 (18,02 %) Tschechen
- 872 (11,56 %) Serben
- 228 (3,03 %) Ungarn

## Ortsteile

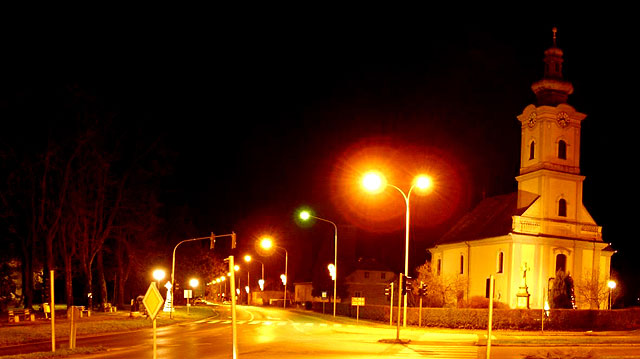
Stadtzentrum

Die Stadt besteht aus 24 Ortsteilen (Nnaselje):
- Dapčevački Brđani, Einwohnerzahl 50
- Dijakovac, Einwohnerzahl 32
- Donja Rašenica, Einwohnerzahl 164
- Gornja Rašenica, Einwohnerzahl 89
- Grbavac, Einwohnerzahl 211
- Grubišno Polje, Einwohnerzahl 2917
- Ivanovo Selo, Einwohnerzahl 264
- Lončarica, Einwohnerzahl 79
- Mala Barna, Einwohnerzahl 30
- Mala Dapčevica, Einwohnerzahl 3
- Mala Jasenovača, Einwohnerzahl 5
- Mala Peratovica, Einwohnerzahl 65
- Mali Zdenci, Einwohnerzahl 436
- Munije, Einwohnerzahl 35
- Orlovac Zdenački, Einwohnerzahl 285
- Poljani, Einwohnerzahl 261
- Rastovac, Einwohnerzahl 40
- Treglava, Einwohnerzahl 103
- Turčević Polje, Einwohnerzahl 44
- Velika Barna, Einwohnerzahl 335
- Velika Dapčevica, Einwohnerzahl 32
- Velika Jasenovača, Einwohnerzahl 58
- Velika Peratovica, Einwohnerzahl 26
- Veliki Zdenci, Einwohnerzahl 914